# Скейлінг Фейнмана
Скейлінг Фейнмана — властивість незалежності інваріантного перерізу інклюзивного процесу зіткнення адрона з адроном або з ядром від енергії адрона, який налітає.

## Формулювання
Інваріантний переріз інклюзивного процесу розсіювання адрона на адроні чи ядрі {\displaystyle a+b\rightarrow c+d} ({\displaystyle a} — адрон, що налітає, {\displaystyle b} — нерухомий адрон або ядро, {\displaystyle c} — частинка, що реєструється, {\displaystyle d} — всі інші частинки, що вилітають), рівний {\displaystyle {\frac {E_{c}d\sigma }{\sigma _{ab}^{all}d^{3}p_{c}}}}, не залежить від енергії адрона, що налітає.